# Antoni Amer Llodrà

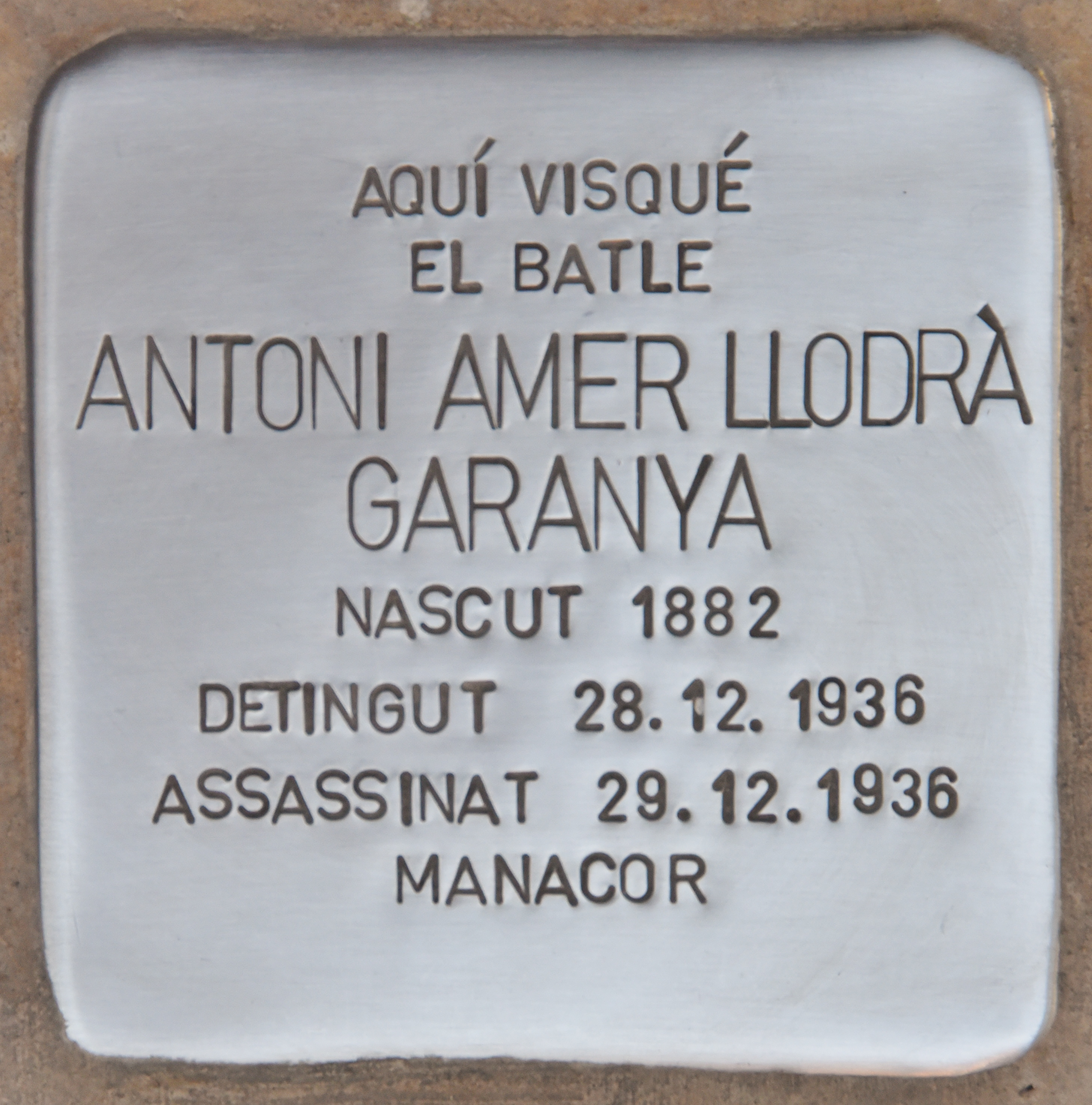
Remembrance Stone

Antoni Amer Llodrà, de malnom Garanya (Manacor, 12 de febrer de 1882 -Manacor, 29 de desembre de 1936) fou un comerciant i polític mallorquí.
Antoni Amer va viure sempre a Manacor, on va exercir de selleter, i posteriorment de majorista de cuirs i productes per a selleteria, a més d'altres negocis, com ara agència de viatges, gestoria, línies regulars de transport, etc. Sens dubte la seva activitat més coneguda va ser la política, militant sempre a partits republicans. El 1911 fou elegit regidor per la candidatura republicano-socialista. El 1913 fou un dels fundadors del Partit Autònom d'Unió Republicana. Es presentà a les eleccions municipals espanyoles de 1931 com a candidat del Front Únic Antimonàrquic, proclamà la República a Manacor i fou elegit batle i diputat provincial. El 1934 va crear la Unió Republicana Mallorquina. Quan es produí l'aixecament militar del 18 de juliol de 1936 es trobava a Palma, i es va anar amagant per diversos indrets, al mateix temps que s'acostava a Manacor, on fou detingut, empresonat i assassinat.
Durant el seu mandat com a batle es destacà per fomentar la cultura, fent construir nombroses escoles, combatre els greus problemes laborals i socials creats per la crisi de 1929, contractant els aturats per fer obres públiques i el sanejament de l'economia municipal. També posà en marxa un servei públic de salut i començà l'elaboració del Pla General d'Ordenació Urbanística (PGOU), avui en dia (2006) encara no acabat.